# Castelo de Castrodouro

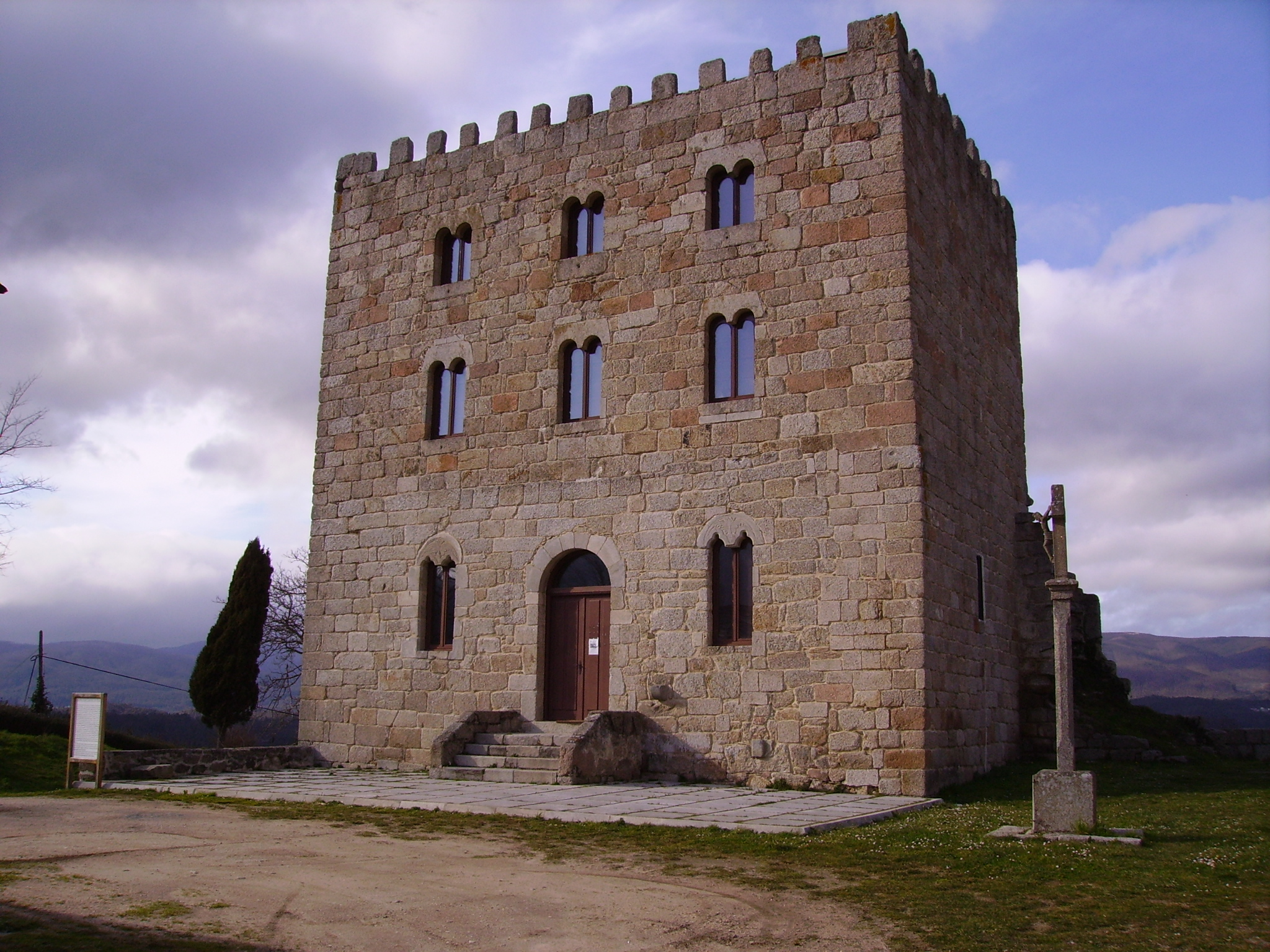
Castelo de Castrodouro, Espanha: Torre de Menagem.

O Castelo de Castrodouro localiza-se no município de Alfoz, na província de Lugo, comunidade autónoma da Galiza, na Espanha.

## História
Remonta a um "castrum" romano.
Durante a Idade Média o castelo e seus domínios pertenceram à mitra de Mondoñedo. No século XV, foram entregues ao Mariscal Pero Pardo de Cela, como dote de suas núpcias com Isabel de Castro, sobrinha do bispo Pedro Enrique de Castro. Quando o Mariscal foi decapitado a mando dos Reis Católicos (Dezembro de 1483), retornaram à mitra, a qual, dirigida pelo bispo Diego de Soto, entre 1546 e 1549, promoveu-lhe reformas. O padre Flórez assim o referiu:
La fortaleza de castro de Oro estaba muy obscura, sin ventanas, por lo que era húmeda y enferma. Rompió las Murallas por tres partes, y abrio buenas ventanas, que dan vista y alegría a la casa: y ya tenía comprado el hierro para asegurarlas con unas rejas fuertes.
A crer-se nestas palavras, a fortificação não foi arrasada pelos Reis Católicos na sequência de sua política de sufocar económicamente a família dos Pardo de Cela, uma vez que necessitou de uma simples reforma. Se houvesse sido arrasado em 1483, teria se aproveitado para reconstruí-lo, como aconteceu a outros castelos no período.
Encontra-se classificado como Bem de Interesse Cultural.